# 大刺泰托齧脂鯉
大刺泰托齧脂鯉，為輻鰭魚綱脂鯉目脂鯉亞目脂鯉科的其中一個種。分布於南美洲Mamoré河流域，體長可達2公分，棲息在底中層水域，生活習性不明。